# Округ Минерал (Западна Вирџинија)
Округ Минерал (енгл. Mineral County) је округ у америчкој савезној држави Западна Вирџинија.

## Демографија
По попису из 2010. године број становника је 28.212, што је 1.134 (4,2%) становника више него 2000. године.
| Група             | 2000.          | 2010.          |
| Белци             | 25.924 (95,7%) | 26.742 (94,8%) |
| Афроамериканци    | 690 (2,5%)     | 782 (2,8%)     |
| Азијати           | 54 (0,2%)      | 110 (0,4%)     |
| Хиспаноамериканци | 158 (0,6%)     | 202 (0,7%)     |
| Укупно            | 27.078         | 28.212         |